# Кейплз, Джон
Кейплз, Джон (англ. John Caples; 1900—1990) — рекламист, работал в сфере директ-маркетинга. Сделал знаменитым агентство BBDO, в котором проработал 56 лет (и покинул его в результате несчастного случая).
Среди наград Кейплза: Best Copywriter, National Association of Direct Mail Writers (1969); Advisory Council, ADMA (1971); Leadership, DMCNY (1972); Copywriters Hall of Fame (1973); Зал славы Американской рекламной федерации (1977); Distinguished Service, DMDNY (1978) и др.
Ещё при жизни рекламиста в 1978 году Энди Эмерсоном (англ. Andi Emerson; 1925—2008) была учреждена международная премия его имени в области директ-маркетинга Caples Awards, ежегодно присуждаемая журналом Direct Marketing News (с 2007 года принадлежит Haymarket Media Group) за самое блестящее рекламное решение актуальной маркетинговой проблемы.
Известность Кейплзу принесла его первая работа в рекламе в 1925 году «Они смеялись, когда я садился за рояль. Но потом я начал играть!».
Его книга «Проверенные методы рекламы» (Tested Advertising Methods) впервые вышла в 1932 году и претерпела многочисленные переиздания. В ней Кейплз делится своим опытом, как найти подходящий для конкретной аудитории мотив, как изложить его продуктивно в тексте, как сформулировать привлекательный заголовок, как подобрать эффектную и эффективную иллюстрацию, как провести недорогое, но качественное тестирование и как разместить объявление, чтобы добиться нужного результата.